# Acheilognathus
Acheilognathus là một chi cá nước ngọt thuộc họ Cá chép. Loài điển hình của chi này là Acheilognathus rhombeus.

## Hình thái học
Các loài thuộc chi này có chiều dài từ 5 cm đến 27 cm. Chúng có kích thước và hình dạng khá giống các loài thuộc chi Puntius.

## Các loài
- Acheilognathus asmussii - Dybowski, 1872
- Acheilognathus barbatulus - Günther, 1873
- Acheilognathus barbatus - Nichols, 1926: cá thè be râu.
- Acheilognathus binidentatus - Li in Wang et al., 2001
- Acheilognathus brevicaudatus - Chen & Li, 1987
- Acheilognathus changtinhensis - Yang, Zhu, Xiong & Liu, 2011
- Acheilognathus coreanus - Steindachner, 1892
- Acheilognathus cyanostigma - Jordan & Fowler, 1903
- Acheilognathus deignani - Smith, 1945
- Acheilognathus elongatoides - Kottelat, 2001
- Acheilognathus elongatus - Regan, 1908
- Acheilognathus fasciodorsalis - Nguyen, 2001
- Acheilognathus gracilis - Nichols, 1926
- Acheilognathus hondae - Jordan & Metz, 1913
- Acheilognathus hypselonotus - Bleeker, 1871
- Acheilognathus imberbis - Günther, 1868
- Acheilognathus imfasciodorsalis - Nguyen, 2001
- Acheilognathus intermedia - (Temminck & Schlegel, 1846)
- Acheilognathus kyphus - Mai, 1978
- Acheilognathus longibarbatus - Mai, 1978
- Acheilognathus longipinnis - Regan, 1905
- Acheilognathus macromandibularis - Doi, Arai & Liu, 1999
- Acheilognathus macropterus - Bleeker, 1871 - cá thè be vây dài.
- Acheilognathus majusculus - Kim & Yang, 1998
- Acheilognathus melanogaster - Bleeker, 1860
- Acheilognathus meridianus - Wu, 1939 - cá thè be nhánh.
- Acheilognathus microphysa - Yang, Chu & Chen, 1990
- Acheilognathus nguyenvanhaoi - H. D. Nguyễn, Đ. H. Trần & T. T. Tạ, 2013[1]: cá thè be sọc lớn.
- Acheilognathus omeiensis - Shih & Tchang, 1934
- Acheilognathus peihoensis - Fowler, 1910
- Acheilognathus polylepis - Wu in Wu et al., 1964
- Acheilognathus polyspinus - Holcík, 1972 - cá thè be nhiều gai.
- Acheilognathus rhombeus - Temminck & Schlegel, 1846
- Acheilognathus striatus - Yang, Xiong, Tang & Liu, 2010
- Acheilognathus tabira - Jordan & Thompson, 1914
  - Acheilognathus tabira erythropterus - Arai, Fujikawa & Nagata, 2007
  - Acheilognathus tabira jordani - Arai, Fujikawa & Nagata, 2007
  - Acheilognathus tabira nakamurae - Arai, Fujikawa & Nagata, 2007
  - Acheilognathus tabira tabira - Arai, Fujikawa & Nagata, 2007
  - Acheilognathus tabira tohokuensis - Arai, Fujikawa & Nagata, 2007
- Acheilognathus taenianalis - Günther, 1873
- Acheilognathus tonkinensis - Vaillant, 1892: cá thè be thường, cá bướm be thường
- Acheilognathus typus - Bleeker, 1863
- Acheilognathus yamatsutae - Mori, 1928

## Hình ảnh

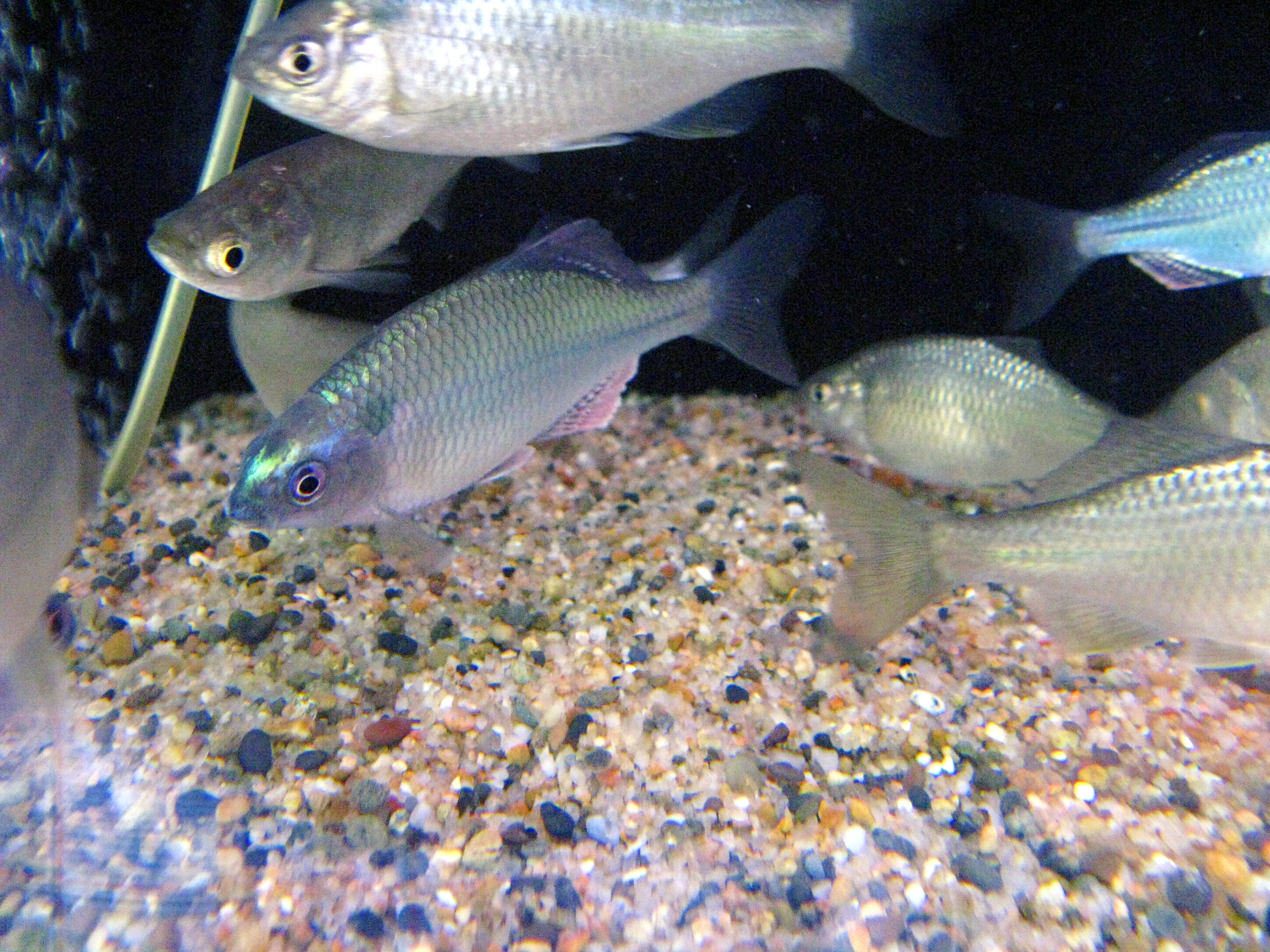
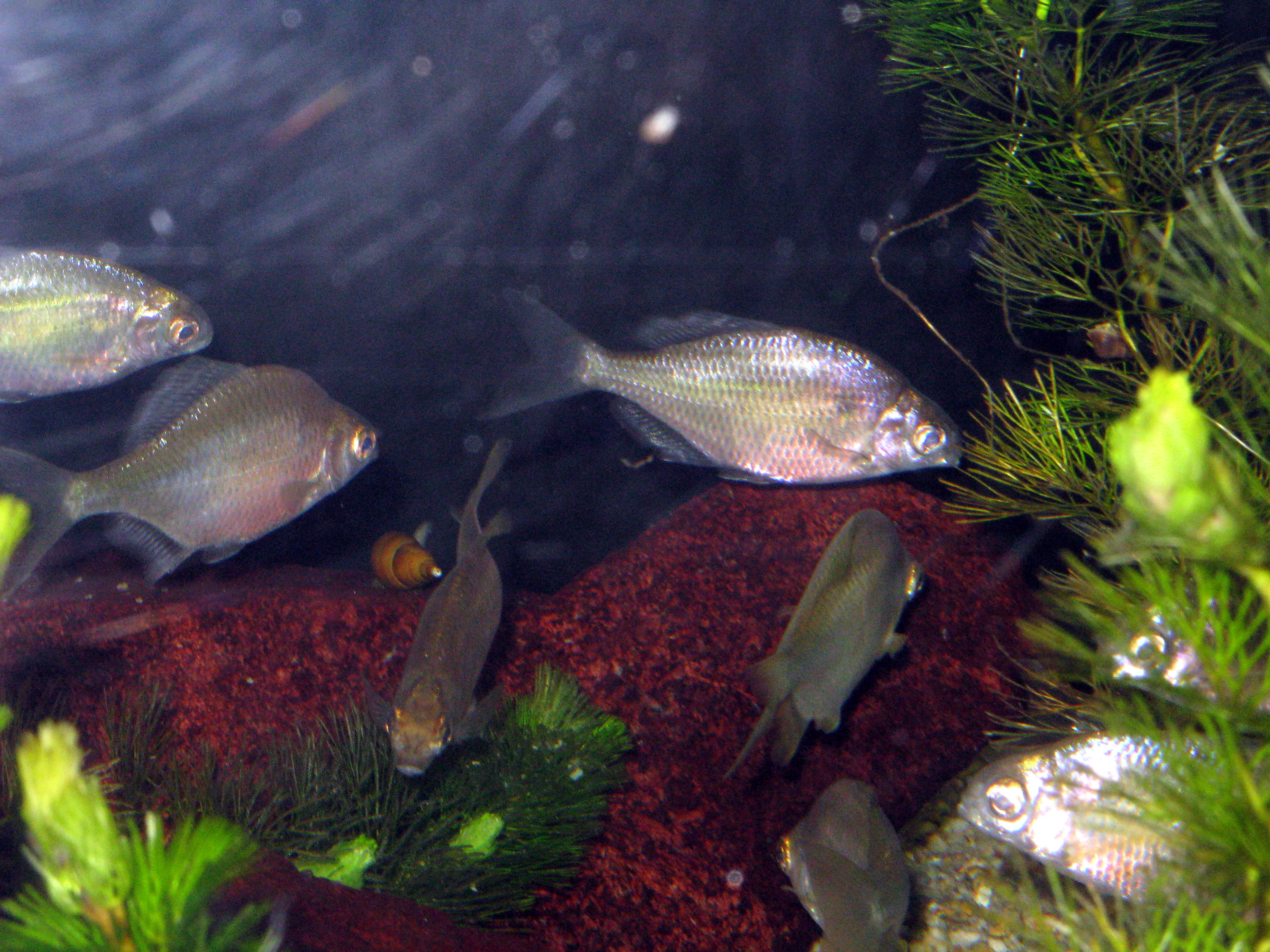
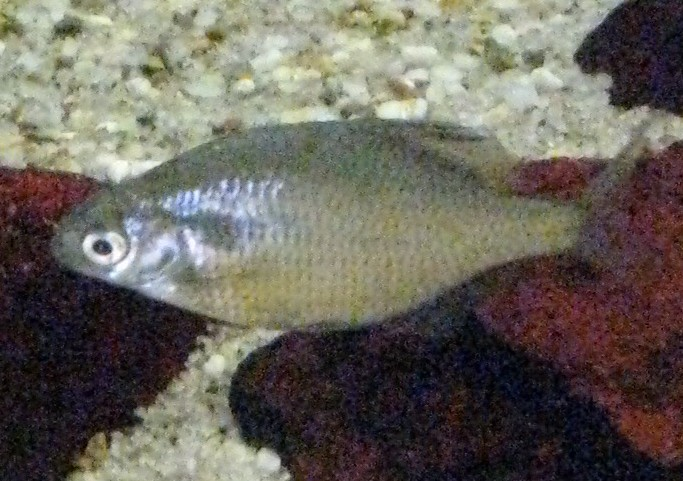